# Temporada 1997 del Campeonato de España de Superturismos
La Temporada 1997 del Campeonato de España de Superturismos fue la última temporada de la categoría con esta nomenclatura, también la última bajo la organización de la FEA. Tras la marcha de Dorna, con el aumento de costes y la desaparición progresiva de pilotos el último año, las todas las marcas excepto Alfa Romeo decidieron no participar en esta temporada. La primera ronda en se canceló por falta de participantes. Las dos que se pudieron disputar, lo hicieron gracias a fusionarse la parrilla con el Campeonato de Cataluña de Turismos.

## Escuderías y pilotos
| Escudería           | Coche              | N.º | Piloto                   | Ronda |
| ------------------- | ------------------ | --- | ------------------------ | ----- |
| Alfa Romeo Nordauto | Alfa Romeo 155     | 1   | Fabrizio Giovanardi      | Todas |
| Alfa Romeo Nordauto | Alfa Romeo 155     | 2   | Antonio Tamburini        | Todas |
| Riera Racing        | BMW 320 i          | 5   | Xavier Riera (P)         | Todas |
| Riera Racing        | BMW M3             | 6   | Francesc Gutiérrez (C)   | 1     |
| Riera Racing        | BMW M3             | 15  | Joaquín Viaplana (C)     | Todas |
| José Ruiz-Thiery    | Alfa Romeo 155     | 9   | Ignacio Goiburu (P)      | Todas |
| José Ruiz-Thiery    | Alfa Romeo 155     | 10  | Gian Luca Sansoni (P)    | 1     |
| Escudería K.M.C.    | BMW M3             | 11  | Josep Bassas (C)         | Todas |
| Escudería K.M.C.    | BMW M3             | 12  | Antonio Ribalta (C)      | Todas |
| Escudería K.M.C.    | BMW M3             | 14  | José M. Romero (C)       | 1     |
| Mediter Ingeniería  | Nissan Primera     | 16  | Joan Armadans (P)        | 2     |
| Mediter Ingeniería  | Nissan Primera     | 17  | Alex Sabater (P)         | 2     |
| Gamace Competición  | Citroën ZX 16v     | 19  | Jose M. De Fulgencio (C) | 2     |
| Escudería Mollerusa | Renault 5 GT Turbo | 20  | Ramón Rosell (C)         | 2     |

(P): Campeonato privados, (C): Campeonato catalán

## Calendario
| Ronda | Ronda | Circuito              | Fecha            |
| ----- | ----- | --------------------- | ---------------- |
| †     | C1    | Circuito de Cartagena | 17 de mayo       |
| †     | C2    | Circuito de Cartagena | 17 de mayo       |
| 1     | C1    | Circuit de Cataluña   | 15 de junio      |
| 1     | C2    | Circuit de Cataluña   | 15 de junio      |
| †     | C1    | Circuito de Calafat   | 29 de junio      |
| †     | C2    | Circuito de Calafat   | 29 de junio      |
| 2     | C1    | Circuito Guadalope    | 7 de septiembre  |
| 2     | C2    | Circuito Guadalope    | 7 de septiembre  |
| †     | C1    | Circuito de Jerez     | 21 de septiembre |
| †     | C2    | Circuito de Jerez     | 21 de septiembre |
| †     | C1    | Circuito de Albacete  | 26 de octubre    |
| †     | C2    | Circuito de Albacete  | 26 de octubre    |
| †     | C1    | Circuito del Jarama   | 16 de noviembre  |
| †     | C2    | Circuito del Jarama   | 16 de noviembre  |
| †     | C1    | Circuit de Cataluña   | 30 de noviembre  |
| †     | C2    | Circuit de Cataluña   | 30 de noviembre  |

† Rondas canceladas por el escaso número de participantes. Alcañiz inicialmente no estaba programada en el calendario.

## Clasificaciones
| Pos | 1º | 2º | 3º | 4º | 5º | 6º | 7º | 8º | 9º | 10º |
| --- | -- | -- | -- | -- | -- | -- | -- | -- | -- | --- |
| Pts | 20 | 15 | 12 | 10 | 8  | 6  | 4  | 3  | 2  | 1   |

| Pos | Piloto               | CAT | CAT | ALC | ALC | Pts |
| --- | -------------------- | --- | --- | --- | --- | --- |
| 1º  | Fabrizio Giovanardi  | 2   | 1   | 1   | 1   | 75  |
| 2º  | Antonio Tamburini    | 1   | 2   | 3   | 3   | 59  |
| 3º  | Iñaki Goiburu        | 3   | 5   | 2   | 2   | 50  |
| 4º  | Josep Bassas         | 5   | 7   | 5   | 4   | 30  |
| 5º  | Gianluca Sansoni     | 4   | 3   |     |     | 22  |
| 6º  | Xavier Riera         | Ret | 4   | 4   | Ret | 20  |
| 7º  | Joaquín Viaplana     | 6   | 8   | 7   | 7   | 17  |
| 8º  | Joan Armadans        |     |     | 6   | 6   | 12  |
| 9º  | Antonio Ribalta      | DNS | DNS | 8   | 9   | 12  |
| 10º | Alex Sabater         |     |     | Ret | 5   | 8   |
| 11º | Francesc Gutiérrez   | Ret | 6   |     |     | 6   |
| 12º | José M. De Fulgencio |     |     | 9   | 8   | 5   |
| 13º | José M. Romero       | Ret | 9   |     |     | 2   |
| 14º | Ramon Rosell         |     |     | 10  | 10  | 2   |

| Pos | 1º | 2º | 3º | 4º | 5º | 6º | 7º | 8º | 9º | 10º |
| --- | -- | -- | -- | -- | -- | -- | -- | -- | -- | --- |
| Pts | 12 | 10 | 8  | 7  | 6  | 5  | 4  | 3  | 2  | 1   |

| Pos | Piloto     | CAT | CAT | ALC | ALC | Pts |
| --- | ---------- | --- | --- | --- | --- | --- |
| 1º  | Alfa Romeo | 1   | 1   | 1   | 1   | 84  |
| 1º  | Alfa Romeo | 2   | 2   | 3   | 3   | 84  |

| Pos | 1º | 2º | 3º | 4º | 5º | 6º |
| --- | -- | -- | -- | -- | -- | -- |
| Pts | 9  | 6  | 4  | 3  | 2  | 1  |

| Pos | Piloto           | CAT | CAT | ALC | ALC | Pts |
| --- | ---------------- | --- | --- | --- | --- | --- |
| 1º  | Iñaki Goiburu    | 1   | 2   | 1   | 1   | 33  |
| 2º  | Gianluca Sansoni | 2   | 1   |     |     | 15  |
| 3º  | Xavier Riera     | Ret | 3   | 2   | Ret | 10  |
| 4º  | Joan Armadans    |     |     | 3   | 3   | 8   |
| 5º  | Alex Sabater     |     |     | Ret | 2   | 6   |

| Pos | 1º | 2º | 3º | 4º | 5º | 6º |
| --- | -- | -- | -- | -- | -- | -- |
| Pts | 9  | 6  | 4  | 3  | 2  | 1  |

| Pos | Piloto               | CAT | CAT | ALC | ALC | Pts |
| --- | -------------------- | --- | --- | --- | --- | --- |
| 1º  | Josep Bassas         | 1   | 2   | 1   | 1   | 33  |
| 2º  | Joaquín Viaplana     | 2   | 3   | 2   | 2   | 22  |
| 3º  | Francesc Gutiérrez   | Ret | 1   |     |     | 9   |
| 4º  | Antonio Ribalta      | DNS | DNS | 3   | 4   | 7   |
| 5º  | José M. De Fulgencio |     |     | 4   | 3   | 7   |
| 6º  | Ramon Rosell         |     |     | 5   | 5   | 4   |
| 7º  | José M. Romero       | Ret | 4   |     |     | 3   |